# Arrasando (dal)
Az Arrasando (jelentése spanyolul: kb. ’Mindent letarolva/elsöpörve’) Thalía mexikói énekesnő harmadik kislemeze hetedik, azonos című stúdióalbumáról. Szövegét teljes egészében az énekesnő írta, zenéjét részben szintén ő, valamint Emilio Estefan (producer is), Lawrence P. Dermer (producer is) és Robin Dermer szerezte, a videóklipet Simon Brand rendezte. A klipben Thalía egy óriási lemezjátszóban ül, amelynek tűje a cipősarka; háromféle öltözetben jelenik meg.
A pörgős latin dance-rap szövege egy „társadalmi kritika” – Thalía szavaival – az énekesnőt, illetve általában a közismert személyeket érő rosszindulatú híresztelésekről és támadásokról. Az énekes-szerzőnő ezzel mindent elmond, amit az embereknek válaszul szánt:
| (spanyolul) «No sabes que lobos están a tu lado Pues les va de maravilla la apariencia más sencilla Nunca faltan los gorrones para ir de reventones Mas cuando los necesitas, no les ves ni los talones Son tantos los celos que me hacen cosquillas Que si engordo, que si enflaco, que si no tengo costillas Hoy tengo respuesta a cualquier encuesta Pues yo sigo caminando y también sigo arrasando […] Juzgamos a todos los que encontramos Destrozamos sus creencias y evadimos sus razones Que si es guapo, pues es gay, que si es rico, es del cartel Que si es joven y muy bella, la cuchilla estuvo en ella» | (magyarul)„Nem tudod, hogy farkasok állnak melletted Hisz a legegyszerűbb látszatkeltés nekik csodásan megy A potyalesők a bulikból nem maradnak ki sosem Ám amikor szükséged van rájuk, nem látod a nyomukat sem Annyi a féltékenység, ami csiklandoz Hogy nincsenek bordáim, hogy meghízom, hogy lefogyok Ma minden kérdésre megvan a válaszom Hiszen én folytatom az utamat és szintén tarolok […] Mindenkit bírálunk, akit csak találunk tönkretesszük hitükben és elkerüljük érveiket Hogyha csinos, akkor homokos, hogyha gazdag, kartell-tag Hogyha fiatal és nagyon szép, benne volt a sebészkés ” |
| – Thalía | |

A dal nagy népszerűségnek örvendett Latin-Amerikában és Európában is, azonban a Billboard Latin Pop Songs listán csak a 25. helyig jutott. Angol nyelvű változata, az It’s My Party (az eredeti elgondolás szerint Take It Easy lett volna a címe) először csak kislemezen jelent meg 2001-ben, majd a Thalía’s Hits Remixed című remixalbumra került fel 2003-ban. A dal kétféle bandaváltozatban is elkészült, eredetileg csak egy remix volt, majd – teljesen más hangszerelésben – újra felvették a Thalía con banda – grandes éxitos című feldolgozáslemezhez.

## Hivatalos változatok
- Albumváltozat (2000)
- Angol nyelvű változat (2001)
- Hangszeres változat (2001)
- Bandaváltozat (2001)

## Külső hivatkozások
- Arrasando. YouTube